# Kepler-62e
Kepler-62e, también conocido por su denominación Kepler Object of Interest KOI-701.03, es uno de los 5 exoplanetas que orbitan alrededor de la estrella Kepler-62, clasificada como una enana K2V y descubierta por el telescopio espacial Kepler. Es, junto a Kepler-62f, uno de los dos planetas situados en la zona habitable del sistema. De ellos, es el que cuenta con un mayor índice de similitud con la Tierra (82 %).
Se encuentra a unos 1200 años luz de la Tierra, en la constelación de Lyra. Su descubrimiento forma parte de la Misión Kepler, que detecta cuerpos exoplanetarios mediante el método de tránsito (es decir, por la atenuación que desde nuestra perspectiva provoca un planeta a su paso frente a su estrella).
Tiene un periodo orbital de 122 días.
Radio de 10 257 km.
Fue descubierto el 18 de abril de 2013, sus principales descubridores fueron: Geoffrey Marcy, Natalie Batalha y Lisa Kaltenegger.

## Características

### Estrella
Kepler-62 es una enana naranja de tipo K2V, con una masa de 0,69 M☉, un radio de 0,63 R☉ y una temperatura superficial de 4 595,85 °C. Su metalicidad es de -0,21, ligeramente inferior a la del Sol, que indica una relativa escasez de elementos pesados (es decir, todos salvo el hidrógeno y el helio), aunque no tanto como para impedir la formación de cuerpos telúricos en el sistema. Las investigaciones sugieren que se formó hace 7000 millones de años (frente a los 4570 millones del sistema solar).
De las características de su estrella se extraen varias conclusiones:
- La estrella es lo suficientemente masiva como para que su límite de anclaje por marea se sitúe en el confín interno de la zona de habitabilidad, por lo que es poco probable que cualquier mesoplaneta (y más aún psicroplaneta) del sistema sufra este efecto.[7]
- Por su antigüedad, cualquier forma de vida presente en el sistema ha tenido más tiempo para evolucionar y dispondrá de mucho más para seguir haciéndolo, ya que la esperanza de vida de estas estrellas puede alcanzar los 30 000 millones de años (frente a los 10 000 millones del Sol).[8]
- La metalicidad estelar permite la formación planetaria.[9]
- Kepler-62 es lo suficientemente masiva como para no registrar las bruscas variaciones lumínicas de las enanas rojas en sus primeros millones de años de vida.[10]

El perfil de Kepler-62 encaja con el propuesto por René Heller y John Armstrong en su publicación «Superhabitable Worlds», dando la oportunidad a cualquier exoplaneta análogo a la Tierra del sistema de ser un planeta superhabitable.

### Dimensiones
Kepler-62e es un exoplaneta de tipo supertierra, con una masa de 4,54 M⊕ y un radio de 1,61 R⊕. Según los cálculos del equipo HARPS-N, los cuerpos con masas superiores a las 6 M⊕ y/o radios por encima de 1,6 R⊕, tienden a acumular grandes cantidades de gases en su superficie, convirtiéndose en minineptunos (un estado de transición entre planeta terrestre y gigante gaseoso, con características similares a las de Urano y Neptuno en el sistema solar). Kepler-62e se encuentra justo en el límite y sus condiciones reales son desconocidas, aunque los modelos informáticos indican que tanto él como Kepler-62f probablemente son mundos oceánicos, con concentraciones nubosas superiores a las de la Tierra.

### Clima
Con una temperatura media superficial de 28,45 °C (frente a los 15 °C terrestres), considerando una atmósfera (en cuanto a densidad y composición) y albedo similares a los de la Tierra, Kepler-62e es un «mesoplaneta» según la clasificación térmica de habitabilidad planetaria.
Es probable que su atmósfera sea más densa como consecuencia de su gravedad (aproximadamente un 74 % mayor que la de la Tierra) y que esto, unido al efecto termorregulador de un océano global y a su temperatura media superficial, haga que el clima del planeta sea «cálido y húmedo desde el ecuador hasta los polos», según las palabras de Dimitar Sasselov (profesor de astronomía de la Universidad de Harvard y coautor del modelo que estimó la probabilidad de que Kepler-62e y Kepler-62f fuesen mundos oceánicos).

### Órbita
Con un período orbital de 122,39 días, Kepler-62e pertenece a la zona habitable de su sistema, desplazado hacia el confín interno de la misma (al igual que la Tierra). Por tanto, el indicador HZD («Habitable Zone Distance» o distancia respecto al centro de la zona de habitabilidad) del PHL para Kepler-62e es negativo, con un valor de -0,7 frente a los -0,5 de la Tierra. Su posición lo sitúa próximo al límite de anclaje por marea del sistema (la distancia orbital media del planeta respecto a su estrella es de 0,427 UA y el límite de acoplamiento se encuentra a 0,4062 UA).

## Habitabilidad
En la conferencia en que anunció el hallazgo de Kepler-62e y de otros seis exoplanetas, el investigador Bill Borucki del Centro de Investigación Ames de la NASA advirtió su potencial de habitabilidad. Señaló también que quizás la vida en la Tierra apareciese en los océanos y la posibilidad de que evolucione hacia formas complejas incluso en ausencia de masas continentales. Sin embargo, destacó que es improbable que puedan surgir civilizaciones extraterrestres en planetas de este tipo por el difícil acceso a la electricidad y al fuego, que permitan el desarrollo de la metalurgia. No obstante, según sus palabras, «el escenario sería muy distinto si cuentan con tierras emergidas, aunque su gravedad dificultaría la evolución de las especies hacia organismos bípedos» y añadiendo que «probablemente el ser humano no habría dejado de desplazarse haciendo uso de sus cuatro extremidades si hubiese evolucionado en Kepler-62e». A pesar de ello, indicó que actualmente «podríamos soportar el efecto de la gravedad y caminar sobre su superficie».
El verdadero potencial para la vida de Kepler-62e es desconocido y está sujeto a las condiciones reales que presente el planeta. Los modelos indican que posiblemente es un planeta océano, en cuyo caso sería viable que contase con algún tipo de vida sobre su superficie (especialmente en forma de organismos simples), pero no puede descartarse la posibilidad de que se trate de un minineptuno o de que sufra un efecto invernadero descontrolado similar al de Venus. En el futuro, las nuevas herramientas permitirán conocer su temperatura real y la composición de su atmósfera (y con ella, la presencia o ausencia de vida).